# Руар, Анри
Станислас Анри Руар (фр. Stanislas-Henri Rouart; 1833, Париж — 2 января 1912, Париж) — французский художник, инженер и коллекционер.

## Биография
Анри Руар учился в лицее Людовика Великого в Париже, где с третьего класса подружился с Эдгаром Дега, затем поступил в Политехническую школу и стал инженером-изобретателем. Был капитаном артиллерии во время Франко-прусской войны, где проходил службу вместе с Дега в одной с ним артиллерийской части. В 1850-е годы он становится страстным поклонником живописи, берёт уроки у Коро и Милле, а его собственная манера близка к импрессионистам. С 1868 он начинает участвовать в выставках и коллекционировать работы современных художников, в том числе Делакруа, Курбе, Домье, Милле, Коро, Мане, Берты Моризо, Дега и Тулуза-Лотрека. В 1874 году принимает участие в первой выставке импрессионистов, а позже и в других их групповых выставках. Его сын художник Эрнест Руар (фр. Ernest Rouart) женился на Жюли Мане — дочери Берты Моризо и Эжена Мане.
Анри Руар умер 2 января 1912 года и похоронен на кладбище Пер-Лашез.